# Cecilia Rivera
Cecilia Rivera (* 20. Jahrhundert) ist eine spanische Schauspielerin. Ihre bekannteste Rolle ist die der Flores in Aguirre, der Zorn Gottes an der Seite von Klaus Kinski.

## Leben und Karriere
Cecilia Rivera begann ihre Karriere als Schauspielerin im Jahr 1972. Sie spielte im Film Aguirre, der Zorn Gottes von Regisseur Werner Herzog an der Seite von Klaus Kinski die Rolle der jungen Flores. Obwohl der Film sowohl bei den Kritiken als auch beim Publikum erfolgreich war, zog sich Rivera erst einmal aus dem Schauspielgeschäft zurück und übernahm keine weiteren Filmrollen mehr, bis sie 2008 wieder in einer Episode der Fernsehserie El comisario mitwirkte. Danach zog sie sich endgültig aus der Öffentlichkeit zurück und nahm keine weiteren Filmrollen mehr an.

## Filmografie
- 1972: Aguirre, der Zorn Gottes
- 2008: El comisario (Fernsehserie, 1 Folge)

## Sonstiges
Ob Cecilia Rivera in dem 2016 erschienenen Film Julieta mitwirkte oder nicht, ist ungeklärt. In manchen Quellen über sie wird er genannt, in anderen aber nicht.